# Torre de Isabel II
La Torre de Isabel II es uno de los Fuertes Neomedievales del siglo XIX construidos para asegurar el linde fronterizo de la ciudad española de Ceuta. Es un BIC.

## Historia
En 1860 existían un reducto con barracones provisionales de campaña, hasta que el 12 de diciembre de 1862 se decidió su sustitución por una torre, proyectado en 1865, por el Comandante de Ingenieros Mendicuti y construida entre 1871 y 1880. 
Nada más producirse la sublevación militar del 17 de julio de 1936, que dio origen a la Guerra Civil, la fortificación fue utilizada por el bando rebelde como prisión y, posteriormente, como campo de concentración de prisioneros republicanos hasta el 30 de junio de 1941.

## Descripción
Es un fuerte de estilo neomedieval para 40 hombres, construido con una tipología de torre circular de gran altura, dos plantas y batería, con un patio circular que dispone de una escalera helicoidal interior.  Dispone de un foso circular seco, ventanas cuadradas y matacanes y aspilleras.
Está construido en hormigón y cal, mampostería, ladrillo macizo y sillarejo.